# Basey

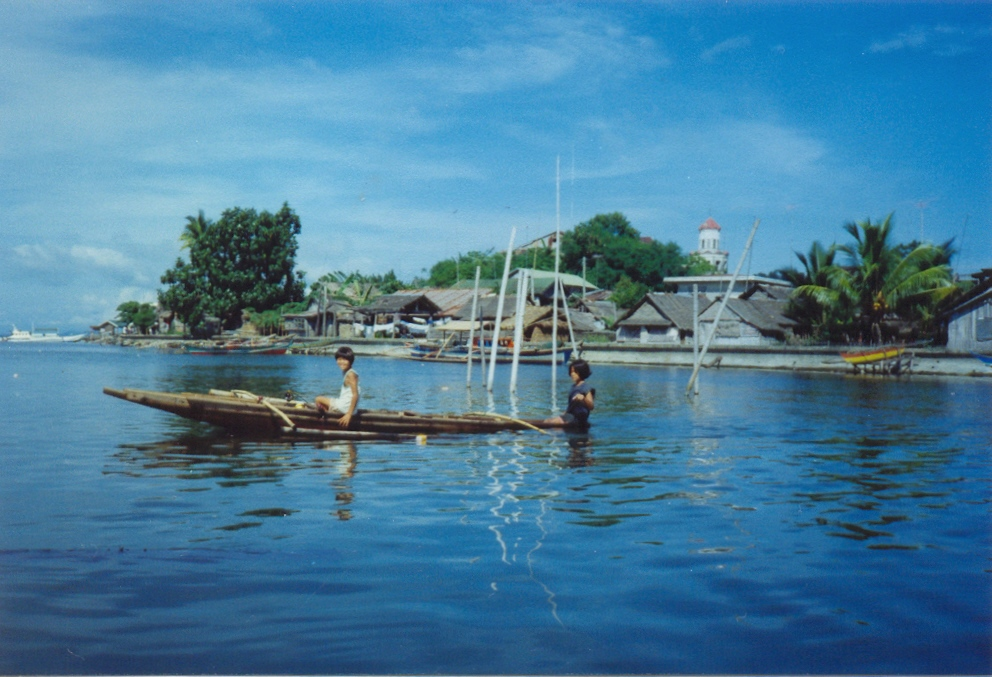
Basey ligger vid kusten på ön Samar.

Basey (Bayan ng Basey) är en kommun i Filippinerna. Kommunen tillhör provinsen Samar och ligger på ön med samma namn. Folkmängden uppgick 2010 till 50 389 invånare. Den drabbades 2013 av en förödande tyfon som förstörde uppemot 90 procent av bostäderna, med flera hundra döda.

## Tyfonen Haiyan
November 2013 passerade den mycket kraftiga tyfonen Haiyan de centrala delarna av Filippinerna. Tyfonen drabbade Basey särskilt hårt, med (enligt uppgift) minst 300 döda och uppemot 90 procent av bostäderna förstörda.

## Språk och befolkning
Det lokala modersmålet är Waray-waray. Det talades år 2000 av totalt 2,6 miljoner människor på Samar och östra delen av den närliggande ön Leyte.
Folkmängden i kommunen har på senare år stigit i en jämn takt. 1990 fanns 39 137 invånare i Basey, 2000 fanns 43 389 invånare och 2010 fanns 50 389 invånare.

## Indelning i distrikt (barangayer)
Basey delas in i 51 distrikt, benämnda barangayer.
| - Amandayehan - Anglit - Bacubac - Baloog - Basiao - Buenavista - Burgos - Cambayan - Can-abay - Cancaiyas - Canmanila - Catadman - Cogon - Dolongan - Guintigui-an - Guirang - Balante | - Iba - Inuntan - Loog - Mabini - Magallanes - Manlilinab - Del Pilar - May-it - Mongabong - New San Agustin - Nouvelas Occidental - Nouvelas Oriental - Old San Agustin - Panugmonon - Pelit - Baybay (Pob.) - Buscada (Pob.) | - Lawa-an (Pob.) - Loyo (Pob.) - Mercado (Pob.) - Palaypay (Pob.) - Sulod (Pob.) - Roxas - Salvacion - San Antonio - Sawa - Serum - Sugca - Sugponon - Tinaogan - Tingib - Villa Aurora - Binongtu-an - Bulao |

## Turism
Staden/kommunen Basey är berömd för sina vackra Sohotongrottor, där de inre kamrarna innehåller stalaktiter, stalagmiter och en underjordisk flod. Basey är också känt för sina konstfärdigt vävda mattor med namnet Banig. De här mattorna är vanliga som turistsouvenirer.